# Шафт (фільм, 2000)
Шафт (англ. Shaft) — американський кримінальний бойовик 2000 року режисера Джона Сінглтона, продовження однойменного фільму 1971 року. У головних ролях знялися Семюел Л. Джексон, Ванесса Вільямс, Джеффрі Райт і Крістіан Бейл.

## Сюжет
Дія картини відбувається у Нью-Йорку. У 1998 році Волтер Вейд вбиває в нічному клубі молодого чорношкірого Трея Говарда. Злочин явно скоєно з расової ненависті. За справу береться детектив Джон Шафт, відомий своєю жорсткою манерою поводження з правопорушниками. Злочинець — син мільйонера, він втікає з країни та ховається після того, як за нього внесли заставу. Свідок Даян Палмієрі залякана і, не збираючись свідчити, зникає.
За два роки Вейд повертається до США і його негайно заарештовує Шафт, але злочинця знову відпускають під заставу. Шафт, розпачливо, кидає свій поліцейський жетон судді і клянеться знову доставити вбивцю за ґрати. Вейд, побоюючись зізнань свідка, наймає наркоторговця Піплса Хернандеса для вбивства Даян. Шафт намагається знайти дівчину та випередити вбивць. Йому допомагає детектив Кармен Васкес. Шафт знаходить дівчину і ледве встигає її врятувати від нападу підручних Піплса та корумпованих офіцерів поліції. Останніх вбиває Кармен, а Шафт у перестрілці решти, пізніше після погоні йому вдається застрелити Піплса. Даян погоджується виступити у суді. Однак незадовго до засідання суду Волтера Вейда вбиває мати Трея Говарда.
Розчарований у системі правосуддя Шафт каже товаришам по службі, що хоче піти в приватні детективи, але не встигає це зробити. На нього чекає чергова справа.

## У ролях
| Актор                 | Роль                   |
| --------------------- | ---------------------- |
| Семюел Л. Джексон     | детектив Джон Шафт     |
| Ванесса Вільямс       | детектив Кармен Васкес |
| Джеффрі Райт          | Піплс Ернандес         |
| Крістіан Бейл         | Волтер Вейд-молодший   |
| Мекай Файфер          | Трей Говард            |
| Busta Rhymes          | Расаан                 |
| Ден Гедайя            | детектив Джек Розеллі  |
| Рубен Сантьяго-Гадсон | детектив Джиммі Гроувз |
| Йозеф Зоммер          | Курт Флемінг           |
| Лінн Тігпен           | Карла Говард           |
| Тоні Коллетт          | Даян Палмієрі          |
| Філіп Боско           | Волтер Вейд, старший   |
| Пет Гінгл             | Денніс Бредфорд        |
| Лі Тергесен           | детектив Люгер         |
| Даніель фон Барген    | лейтенант Керні        |
| Пітер МакРоббі        | лейтенант Кромарті     |
| Річард Раундтрі       | дядько Джон Шафт       |
| Глорія Рубен          | сержант Рада           |
| Елізабет Бенкс        | подруга Трея           |